# Richard Mulcahy
Richard Mulcahy (iriska: Risteárd Séamus Ua Maolcatha), född 10 maj 1886 i Waterford, County Waterford, död 16 december 1971 i Dublin, var en irländsk politiker. 
Mulcahy hade 1903-1916 anställning vid postverket och blev medlem av Gaelic League och Irish Volunteers. Som framstående i påskupproret 1916 miste han sin anställning och kom i fängelse. Efter frigivning deltog han 1917 som stabschef i organiseringen av Irish Republican Army och blev 1918 ledamot av brittiska parlamentet men tog ej säte utan deltog i konstituerandet av Dáil Éireann. Vid fredsslutet 1921 stod han helt på Michael Collins sida, blev stabschef i fristatens armé och undertryckte som dess överbefälhavare efter Collins död republikanernas uppror. 1922-1924 var Mulcahy försvarsminister och genomförde som minister för Local government and Public health 1927-1932 radikala reformer i städernas förvaltning. Varmt intresserad för allt nationellt, var Mulcahy ledare för den kommission, som hade att utreda förhållandena i de gælisktalande distrikten och deltog personligen i folkminnesinsamlingsarbetet.